# هيلين فراي
هيلين فراي (بالإنجليزية: Helen Fry)‏ هي كاتبة سير ومؤرخة وكاتِبة بريطانية، ولدت في 1967.